# Das andere Russland
Das andere Russland oder Anderes Russland (russisch Другая Россия/ Drugaja Rossija) war ein Bündnis mehrerer oppositioneller Parteien in Russland. Die außerparlamentarische Bewegung hatte zum Ziel, als vereinte Opposition zu den russischen Parlamentswahlen im Dezember 2007 und den Präsidentenwahlen im März 2008 anzutreten. Beide Ziele wurden jedoch nicht verwirklicht. Der Name des Bündnisses wird seit 2010 von der nicht registrierten Partei Anderes Russland verwendet. Diese ist nicht identisch mit dem Bündnis, sondern eine Gründung des beteiligten Schriftstellers Eduard Limonow.

## Geschichte der Koalition

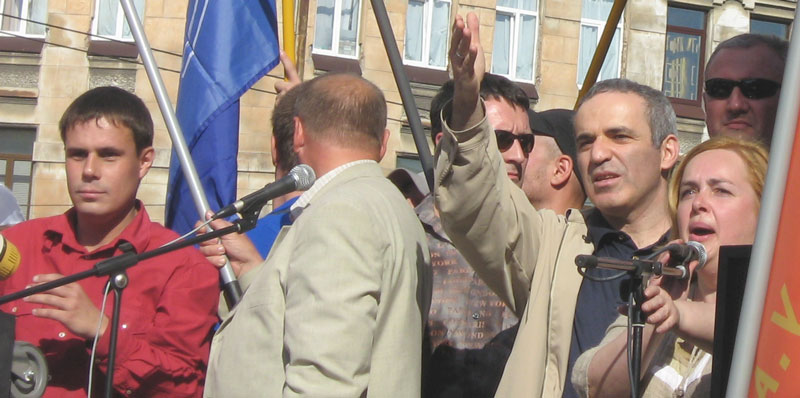
Mitglieder von „Das andere Russland“ während einer Demonstration im Juni 2007. Rechts im Bild: Garri Kasparow und Olga Kurnosowa.

Das Bündnis wurde am 12. Juli 2006 gegründet, als sich während des St. Petersburger G8-Gipfels über 300 Teilnehmer zu einem Gegengipfel unter dem Titel Das andere Russland in Moskau trafen. Unter dem Vorsitz des ehemaligen Schachweltmeisters Garri Kasparow versammelten sich im Sommer 2006 erstmals oppositionelle Parteien, Bürgerrechtler und nichtstaatliche Organisationen aus ganz Russland gegen die Politik von Wladimir Putin.
Sie schmiedeten unter dem Namen Das andere Russland ein vorübergehendes zivilgesellschaftliches Bündnis über alle politische Grenzen hinweg, das Kasparow mit jenem von 1988/89 in Chile verglich, „als eine breite Aktionsgemeinschaft die Diktatur zu Fall brachte“.
Die wichtigsten Führungsfiguren von Das andere Russland sind Garri Kasparow und Eduard Limonow, Vorsitzender der 2005 verbotenen Nationalbolschewistischen Partei Russlands. Der ehemalige Ministerpräsident Michail Kassjanow war mit seiner Partei Volksdemokratisches Bündnis bis zum Sommer 2007 an der Koalition beteiligt, verließ diese jedoch aufgrund von Meinungsverschiedenheiten hinsichtlich der Bestimmung des Kandidaten des Bündnisses für die Präsidentschaftswahlen 2008. Kritisch wird am Bündnis vor allem das fehlende gemeinsame konkrete Ziel und Konzept für die Zukunft Russlands gesehen – abgesehen von der gemeinsamen Gegnerschaft zur Putin-Regierung. In Russland wird die prominenteste Führungsfigur des Bündnisses Kasparow vor allem wegen dessen enger Kontakte zur US-Regierung und Verflechtung mit dieser nahestehenden Organisationen kritisiert.
Im Oktober 2007 lehnte die Zentrale Wahlkommission es ab, die parlamentarische Liste von „Anderes Russland“ zu registrieren. Als Grund wurde eine Bestimmung des Gesetzes angegeben, wonach Kandidaten nur von registrierten politischen Parteien ernannt werden dürften. Die Koalition betrachtete diese Bestimmung des Gesetzes als verfassungswidrig.
Ein wichtiges Instrument von Das andere Russland ist der so genannte Marsch der Unzufriedenen (Марш несогласных), ein Begriff, den Kasparow schon 2005 geprägt hatte. Allgemein setzt das Bündnis auf vor allem im Westen medienwirksame Straßenproteste, während sich Kasparow an den Präsidentenwahlen 2008 nicht beteiligte. Das Bündnis trat in den Folgejahren nur noch selten öffentlich in Erscheinung und löste sich 2010 auf. Den Namen übernahm eine Neugründung des am Bündnis beteiligten Schriftstellers Eduard Limonow für seine nicht registrierte Partei.

## Beteiligte Gruppierungen
- Bürgerliche Zusammenarbeit (russisch Гражданское содействие)
- Kalmückisches Menschenrechtszentrum (russisch Калмыцкий правозащитный центр)
- Linke Front (russisch Сулахай фронт)
- Memorial-Menschenrechtsorganisation (russisch Мемориал)
- Moskauer Helsinki-Gruppe (russisch Московская Хельсинкская группа)
- Nationalbolschewistische Partei (russisch Национал-Большевистская партия НБП)
- Oborona liberal-demokratische Jugendorganisation (russisch Молодёжное движение Оборона)
- Offenes Russland (russisch Открытая Россия)
- Republikanische Partei Russlands RPR (russisch Республиканская партия России РПР, 2007 aufgelöst)
- Russisches demokratisches Bündnis RNDS (russisch Российский народно-демократический союз РНДС)
- Smena Jugendorganisation (russisch Смена)
- Stimme von Beslan (russisch Голос Беслана)
- Vereinigte Bürgerfront (OGF) (russisch Объединённый гражданский фронт ОГФ)
- Volksdemokratisches Bündnis (russisch Народно-демократический союз НДС, im Juli 2007 aus dem Bündnis ausgetreten)[1]
- Werktätiges Russland (russisch Трудовая Россия, eine stalinistische Gruppe, die 2006 aus dem Bündnis austrat)[1]

## Prominente Mitglieder
- Wiktor Anpilow (trat Ende 2006 mit seiner Partei Werktätiges Russland aus der Koalition aus)[1]
- Garri Kasparow, ehemaliger Schachweltmeister und Leiter Vereinigte Bürgerfront
- Michail Kassjanow, ehem. Ministerpräsident (erklärte 2007 seinen Rückzug aus dem Bündnis),
- Eduard Limonow, Leiter Nationalbolschewistische Partei
- Wladimir Ryschkow, liberaler Duma-Abgeordneter (distanzierte sich später von dem Bündnis)[5]
- Georgi Satarow, Leiter Smena und der INDEM Foundation
- Anastassija Udalzowa und Sergei Udalzow, Pressesprecherin und Koordinator der Linken Front